# 서울제비꽃
서울제비꽃은 제비꽃과에 속하는 여러해살이풀이다. 한국 특산종으로 주로 경기 지역에 분포한다.

## 생태
들에서 자란다. 잎은 전부 뿌리에서 나오고 털이 있으며 처음에는 안으로 말린다. 턱잎은 잎자루에 붙어서 끝만 떨어지고 선형이며 잎자루는 윗부분에 좁은 날개가 있다. 잎은 가장자리에 얕은 톱니가 있고 길이 1.3-2.7센티미터이다. 꽃잎은 보라색 또는 연보라색이고 짙은 보라색의 맥이 있으며, 조각의 안쪽에 털이 있다. 삭과는 난상 타원형이고 털이 없다. 털제비꽃과 비슷하지만 잎이 긴 타원형 또는 넓은 피침형이고 자줏빛이 돌지 않으며 꽃이 보라색인 것이 다르다.